# Verhör am Nachmittag
Verhör am Nachmittag ist ein vom Westdeutschen Rundfunk (WDR) produziertes Fernsehspiel aus dem Jahr 1965, das unter der Regie von Walter Davy entstand und am 25. Februar 1965 im Gemeinschaftsprogramm der ARD erstmals ausgestrahlt wurde. Das Fernsehspiel basiert auf einem Drehbuch von Wolfgang Menge.

## Handlung
Als die Mitarbeiter der „Städtischen Bestattungen der Stadt Köln“ am Vormittag zu dem Sterbebett eines Herrn Dressler in Köln gerufen werden, ahnen sie noch nicht, dass dieser gewaltsam ums Leben gekommen ist. Von Frau Ohlendorf, die die Bestatter informiert und Herrn Dressler ein Zimmer untervermietet hat, erfahren sie zunächst von dessen Erkrankung an Tuberkulose (TBC), so dass die vorgefundenen Blutspuren auf dem Kopfkissen dadurch zu erklären sind. Bei dem Aufräumen des offensichtlich zuvor durchwühlten Zimmers finden die Bestatter in der Bettwäsche jedoch eine Revolverkugel.
Kriminalrat Ücker und seine Mitarbeiter von der Kölner Polizei übernehmen die Ermittlungen und können mit Hilfe des hinzugezogenen Gerichtsmediziners den Todeszeitpunkt vorläufig auf den vorherigen Abend zwischen 18:30 Uhr und 19:30 Uhr datieren. Bei der anschließenden systematischen Durchsuchung des Zimmers von Herrn Dressler werden unter anderem zwei Kinokarten für eine Abendvorstellung des Tattages gefunden. Die Tatwaffe ein Revolver mit dem Kaliber 7,65 bleibt aber unauffindbar. 
Herr Dressler war zuletzt als Postbeamter tätig. Seine vermögende Ehefrau Margot Dressler, die selbst in Bensberg wohnt, hatte das Zimmer angemietet, damit der Ehemann nicht täglich zu seiner Arbeitsstelle nach Köln pendeln musste. Bei einer ersten Vernehmung am Nachmittag erwähnt Frau Dressler, dass im Zimmer ihres Ehemanns ein Geldbetrag in Höhe von 2.000 DM im Wäscheschrank versteckt gewesen sei. In Gegenwart von Frau Dressler kann Kommissar Krempel die zwei Bündel mit 100 Mark Scheinen jedoch nicht entdecken. Zudem bestätigt Frau Dressler den Verlust des Schlüsselbundes ihres Mannes. An diesem sei zur Erkennung sein Sternzeichen (Schütze) als Emblem angebracht gewesen. Kriminalrat Ücker lässt sich von Frau Dressler deren Schlüsselbund mit ihrem Sternzeichen Stier als Vergleichsstück vorübergehend aushändigen. 
Im Verlauf der Verhöre am Nachmittag stellt sich heraus, dass der verstorbene Herr Dressler in der Vergangenheit sowohl mit Fräulein Barsig, einer Mitarbeiterin der Autolackiererei, die in einem Büro gegenüber des angemieteten Zimmers der Wohnung Ohlendorf arbeitet, als auch mit der Tochter der Vermieterin Renate Ohlendorf des Öfteren Abendvorstellungen im Kino besucht und im Anschluss danach noch ausgegangen seien. Beide Zeuginnen betonen gegenüber Kriminalrat Ücker, dass die eher aus Mitleid stattgefundenen Kinobesuche bereits seit längerem beendet seien, da beide sich nunmehr in festen Bezeziehungen befinden würden. 
Im Zuge von Recherchen am Arbeitsplatz von Herrn Dressler erlangt der Kriminalbeamte Ballhaus Kenntnis von einer weiteren Freundin. Diese habe den Vornamen Bärbel und arbeite im benachbarten Postscheckamt. Auch in der Vernehmung von Fritz Dressler, dem Bruder des Verstorbenen, bestätigt dieser eine außereheliche Beziehung seines Bruders mit der jungen Frau. 
Frau Dressler gibt im Rahmen einer weiteren Einvernahme zu von dieser Beziehung gewusst zu haben. Sie habe zudem diese Freundin mit Namen Barbara Winkler aufgesucht und aufgefordert die Treffen mit ihrem Ehemann zu unterlassen. Im Übrigen sei sie am Tattag seit dem Vormittag in Köln gewesen und habe später einer Freundin (Frau Uhl) in der Nachbarschaft des angemieteten Zimmers ab 15:00 Uhr bis ca. 18:00 Uhr bei der Mangelwäsche geholfen. Im Anschluss sei sie unmittelbar mit der Straßenbahn in ihre Wohnung nach Bensberg gefahren. Zwischenzeitlich hat Ücker die Fahrzeiten nach Bensberg ermitteln lassen und zudem in Erfahrung gebracht, dass am Abend gegen 19:30 Uhr des Tattages in der Wohnung Dressler in Bensberg Licht gebrannt habe. Frau Uhl bestätigt zwar grundsätzlich den Besuch von Frau Dressler. Sie betont aber, dass Frau Dressler erst gegen 15:20 Uhr bei ihr eingetroffen sei. 
In der anschließenden Vernehmung von Barbara Winkler durch Ücker und Krempel bejaht diese den geplanten Kinobesuch der Abendvorstellung am Tattag. Herr Dressler sei jedoch nicht am Kino erschienen, so dass sie sich mit einem Taxi zu Herrn Dressler aufgemacht habe. Dort angekommen habe sie Frau Dressler gesehen als diese das Haus verließ. 
In Anwesenheit der hinzugezogenen Frau Dressler „findet“ Krempel in der Handtasche von Babara Winkler den vermeintlichen Schlüsselbund von Herrn Dressler, der in Wirklichkeit das zuvor aushändigte Vergleichstück von Frau Dressler ist. Daraufhin zeigt Frau Dressler den Anwesenden nunmehr den tatsächlichen Schlüsselbund ihres Ehemanns mit dem entsprechenden Emblem (Schütze). Mit diesem hätte sie das Zimmer ihres Ehemanns und die Wohnung Ohlendorf geräuschlos verlassen können.
Ücker und Krempel konfrontieren Margot Dressler mit dieser Tatsache als auch mit dem Vorwurf am Tatabend vor dem Haus Ohlendorf gesehen worden zu sein. Zudem kann Frau Dressler anhand der ermittelten Fahrzeiten die Möglichkeit nachgewiesen werden, am Nachmittag des Tattages nochmals nach Bensberg zurückgekehrt zu sein, um in ihrer Wohnung das Licht anzumachen, um so am Abend Anwesenheit vorzutäuschen. Dadurch sei sie auch 20 Minuten später bei Frau Uhl eingetroffen.
Unter dem Druck dieser Ermittlungsergebnisse gesteht Margot Dressler gegenüber Ücker und Krempel nunmehr vollumfänglich den Mord an ihrem Ehemann.

## Produktionsnotizen
Das Fernsehspiel wurde in Schwarz-Weiß überwiegend in den Studios des Westdeutschen Rundfunks in Köln produziert. Produktionsleiter war Eberhard Forck und für das Szenenbild zeichnete Adalbert Hartel verantwortlich. Die Schauspielerin Heide Keller, später einem großen Publikum bekannt durch die ZDF-Reihe Das Traumschiff, hatte hier in der Rolle des Fräulein Barsig den ersten Auftritt in einer Fernsehproduktion. 

## Rezeption
„Mühsame Kleinarbeit, interessante Typen, subtile Details und das schrittweise Aufdecken des Tatmotivs wurden damals von der Presse gelobt.“